# Michael Drozd
Michael Drozd (* 14. September 2002) ist ein rumänischer Fußballspieler.

## Karriere
Drozd begann seine Karriere beim SC Columbia Floridsdorf. Zur Saison 2013/14 wechselte er zum SK Rapid Wien, bei dem er ab der Saison 2016/17 auch in der Akademie spielte. Im Januar 2018 wechselte er in die Jugend des Floridsdorfer AC.
Beim FAC spielte er ab der Saison 2019/20 für die fünftklassigen Amateure. Für diese kam er in jener Spielzeit zu 16 Einsätzen, in denen er acht Tore erzielte. Zur Saison 2020/21 rückte Drozd in den Profikader der Wiener. Sein Debüt in der 2. Liga gab er im November 2020, als er am elften Spieltag jener Saison gegen den FC Blau-Weiß Linz in der 86. Minute für Marco Sahanek eingewechselt wurde. Insgesamt kam er zu acht Zweitligaeinsätzen für die Wiener. Nach der Saison 2021/22 verließ er den FAC.